# LOLCODE
LOLCODE este un limbaj de programare ezoteric inspirat de celebrul internet meme LOLCATS. Limbajul a fost creat în 2007 de către Adam Lindsay, cercetător la Universitatea Lancaster.
Limbajul nu este încă definit complet, lipsind lucruri precum prioritatea operatorilor și sintaxa corectă, însă există deja foarte multe interpretoare și compilatoare. O interpretare a limbajului a fost demonstrată ca fiind Turing-complete.
Sintaxa întregului limbaj este formată din majuscule.

## Sintaxă și exemple

### Hello World
```
HAI
CAN HAS STDIO?
VISIBLE "HAI WORLD!"
KTHXBYE
```

Acest cod afișează pe ecran celebrul program Hello World.